# 绿干柏
绿干柏又稱藍冰柏，亞利桑那柏，为柏科柏木属下的一个种。其种加词“arizonica”意为“美国亚利桑那州）的”。

## 分布
绿干柏分布在美國西南亞利桑那州，新墨西哥州，加利福尼亞州，德克薩斯州，以及墨西哥的科阿韋拉州，奇瓦瓦州，杜蘭戈州，塔毛利帕斯州，薩卡特卡斯州和下加利福尼亞州北部。

## 種植
其一變種藍冰柏（Cupressus arizonica var. glabra）為常見園林植物，常綠樹種，分佈在美國亞利桑那州，生長迅速，耐酸鹼度強，極度耐寒，也耐高溫，能耐-25℃低溫及35℃高溫，耐乾旱，能適應多種氣候及土壤條件。生長迅速，全年樹葉呈藍色。